# Stare klacze
Stare klacze (ros. Старые клячи) – rosyjski film fabularny z 2000 roku, w reżyserii Eldara Riazanowa.

## Fabuła
W 1989 spotykają się cztery kobiety w średnim wieku - Anna, która prowadzi karierę naukową; Liza - działaczka związków zawodowych; Maria pracuje na kolei, a Luba pracuje w handlu. Niedawno, w Afganistanie poległ syn Luby i kobiety próbują pocieszyć przyjaciółkę. Kobiety śpiewają piosenki, przypominające im czasy, kiedy były młode i pełne radości. Kolejna część filmu rozgrywa się dziesięć lat później. Życie kobiet uległo wyraźnej zmianie - każda z nich musiała znaleźć dla siebie nowe zajęcie, aby zarobić na życie. W nowej rzeczywistości Luba nie może sobie poradzić. Sprzedaje gazety, ale musi płacić haracz grupie chuliganów, aby ci nie zniszczyli jej kiosku. Kobieta podejmuje decyzję, aby sprzedać mieszkanie i przenieść się do nowego, mniejszego. Za 100 tysięcy rubli ma otrzymać nowe mieszkanie, z widokiem na Kreml. Pada jednak ofiarą oszustwa - dom został jej zabrany, dokumenty sfałszowane, a jej nowe mieszkanie nie istnieje.
Przyjaciółki starają się pomóc Lubie. Celem ich działań staje się biznesmen Chomienko, który mieszka teraz w mieszkaniu Luby i brał bezpośredni udział w oszustwie. Aby osiągnąć swój cel zakładają grupę muzyczną "Stare klacze", a jedna z nich gra rolę bogatej Niemki - "przynęty" dla Chomienki.

## Obsada
- Ludmiła Gurczenko jako Liza
- Swietłana Kriuczkowa jako Masza
- Irina Kupczenko jako Ania
- Lia Achedżakowa jako Luba
- Walentin Gaft jako generał Lubowicki
- Michaił Jewdokimow jako Timofiej Astrachancew
- Roman Karcew jako Łazowski
- Nikołaj Fomienko jako Chomienko
- Eldar Riazanow jako sędzia
- Medżid Achedżakow jako ojciec Luby
- Michaił Dzierżawin jako sekretarz partii